# Ввічність
«Ввічність» — восьмий студійний альбом гурту Тартак, презентований 23 листопада 2015 року. До альбому увійшли 15 композицій. Відеокліпи зняли до пісень «Жити» та «Голос крові».

## Список композицій
| #     | Назва                     | Тривалість |
| ----- | ------------------------- | ---------- |
| 1.    | «Як би хотілося»          | 4:42       |
| 2.    | «Зміст»                   | 3:22       |
| 3.    | «Шановні бандити»         | 3:50       |
| 4.    | «Десь там»                | 2:56       |
| 5.    | «Перший крок»             | 2:37       |
| 6.    | «Люта зима»               | 4:09       |
| 7.    | «Голос крові»             | 4:10       |
| 8.    | «Почуй мене»              | 4:11       |
| 9.    | «Косар»                   | 4:25       |
| 10.   | «Дрг і врг»               | 3:57       |
| 11.   | «Кілька хороших хлопців»  | 4:15       |
| 12.   | «Усе що є»                | 3:08       |
| 13.   | «Висота / Ніхто крім нас» | 3:28       |
| 14.   | «Мене вже немає»          | 3:36       |
| 15.   | «Жити»                    | 4:12       |
| 56:58 |                           |            |